# رابرت لوکتیک
رابرت لوکتیک (انگلیسی: Robert Luketic؛ زادهٔ ۱ نوامبر ۱۹۷۳) یک کارگردان، تهیه‌کننده، و فیلم‌نامه‌نویس اهل استرالیا است.

## کارگردان
| سال  | عنوان                         | توضیحات    |
| ---- | ----------------------------- | ---------- |
| ۱۹۹۷ | Titsiana Booberini            | فیلم کوتاه |
| ۲۰۰۱ | لگالی بلاند                   |            |
| ۲۰۰۴ | Win a Date with Tad Hamilton! |            |
| ۲۰۰۵ | مادرشوهر هیولا                |            |
| ۲۰۰۸ | ۲۱ (فیلم)                     |            |
| ۲۰۰۹ | حقیقت زشت                     |            |
| ۲۰۱۰ | قاتلین                        |            |
| ۲۰۱۳ | Paranoia                      |            |